# Barubria fuscorubra
Barubria fuscorubra är en lavart som först beskrevs av Vezda, och fick sitt nu gällande namn av Vezda 1986. Barubria fuscorubra ingår i släktet Barubria och familjen Ectolechiaceae.   Inga underarter finns listade i Catalogue of Life.